# Pâturin des marais
Poa palustris
Espèce
Statut de conservation UICN

LC : Préoccupation mineure
Le Pâturin des marais (Poa palustris) est une plante vivace herbacée fourragère du genre Poa, de la famille des Poaceae.

## Description

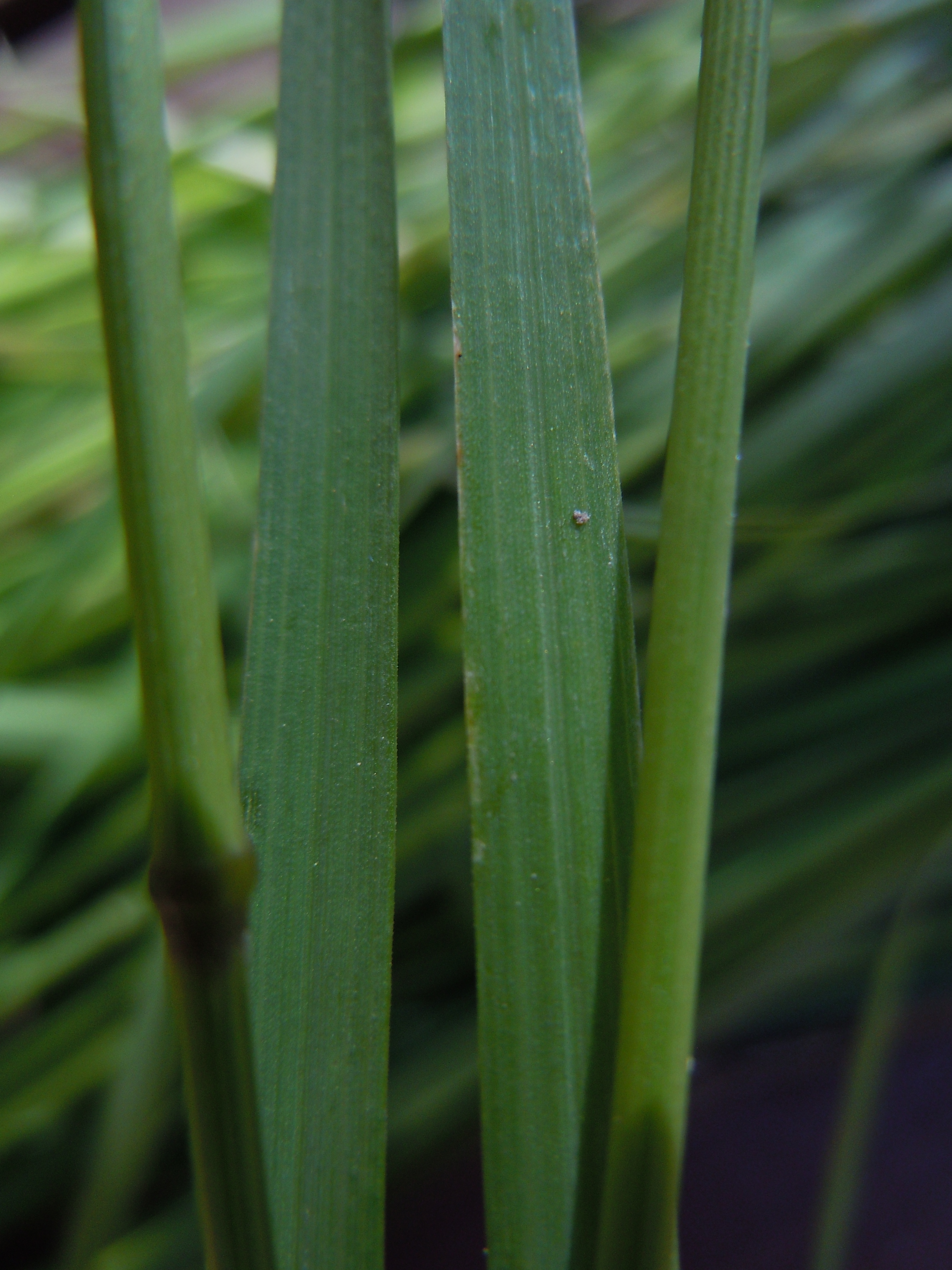
Feuilles et tiges (détail).

### Appareil végétatif
La plante mesure de 50 à 120 cm ; elle est glabre, à souche fibreuse ou un peu traçante. Les tiges dressées ou ascendantes, grêles, sont cylindracées, lisses. Les feuilles planes, acuminées, sont rudes, à gaines lisses, la supérieure étant plus longue que le limbe foliaire. La ligule est ovale ou oblongue.

### Appareil reproducteur
La panicule est grande, pyramidale, étalée-diffuse, à rameaux inférieurs réunis par 4 à 7 en demi-verticilles. Les épillets sont ovales, à 2 à 4 fleurs réunies à la base par des poils laineux. Les glumes sont inégales et trinervées. La glumelle inférieure est lancéolée, ciliée dans le bas sur la carène et les bords, à cinq nervures peu distinctes. La floraison se déroule de juin à août.

## Habitat et écologie
Cette graminée affectionne les prairies humides ou marécageuses, bord des eaux, tourbières ou chemins forestiers humides, roselières.

## Répartition
C'est une espèce à répartition circumboréale, présente dans toute l'Europe centrale et orientale et dont la limite occidentale se situe en France et en Grande-Bretagne ; elle descend dans le sud jusqu'en Crète. Elle se trouve aussi dans tout le centre et le nord de l'Asie et en Amérique du Nord. En France, elle est surtout présente dans le nord-est (Alsace, Franche Comté, Rhône-Alpes et Lorraine), puis ponctuellement en Île-de-France, Centre, Pays-de-la-Loire et dans le sud, aux abords des Pyrénées.

## Utilisation
Le pâturin des marais peut servir de fourrage pour les animaux domestiques. Il peut également être planté en terrains humides pour restaurer les habitats et stabiliser les sols. La plante pousse effectivement facilement sur les sols nus et/ou dégradés.

## Synonymes
- Paneion triflorum Lunell, 1915
- Poa adspersa Drejer, 1838

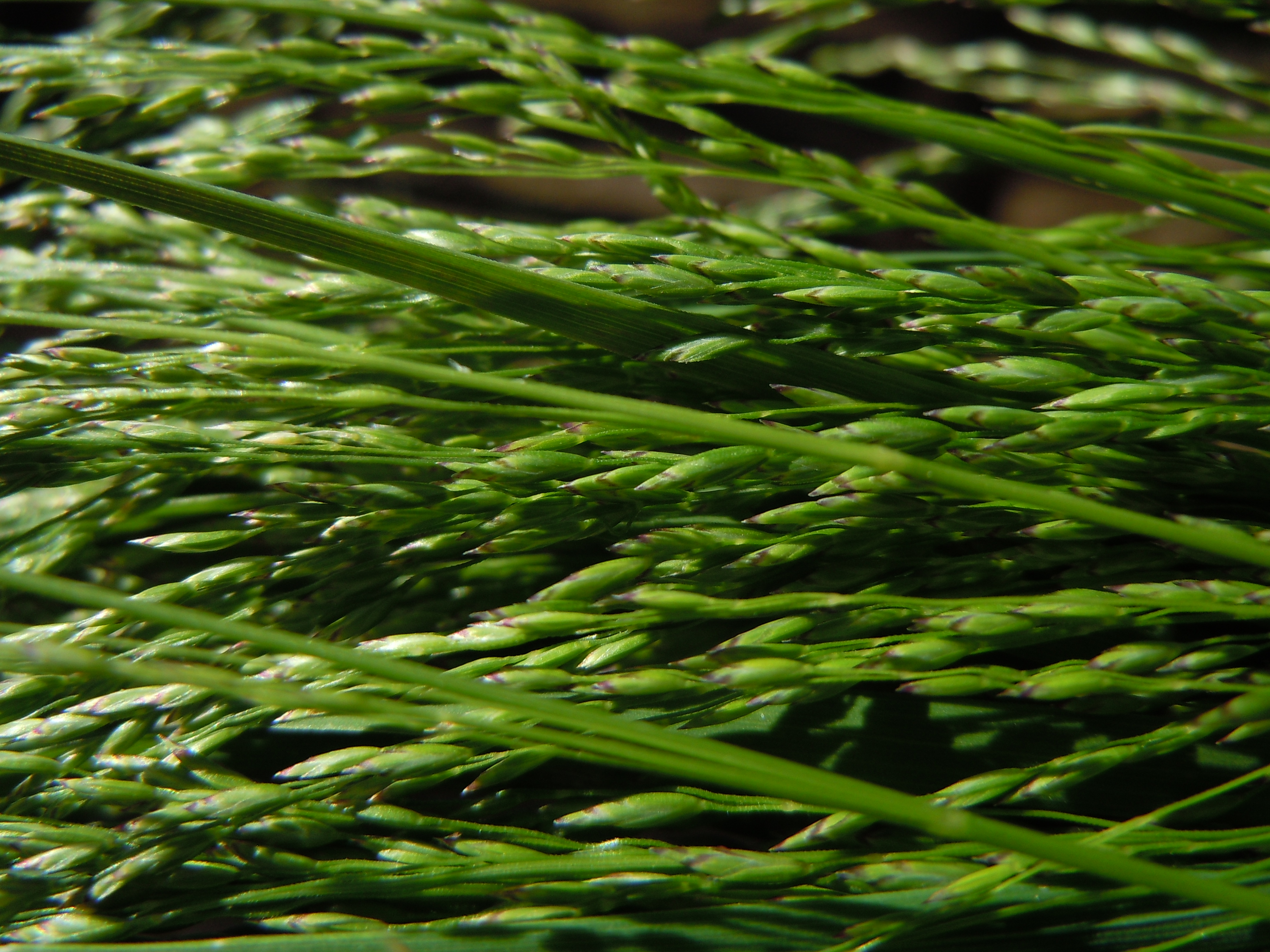
Épis.

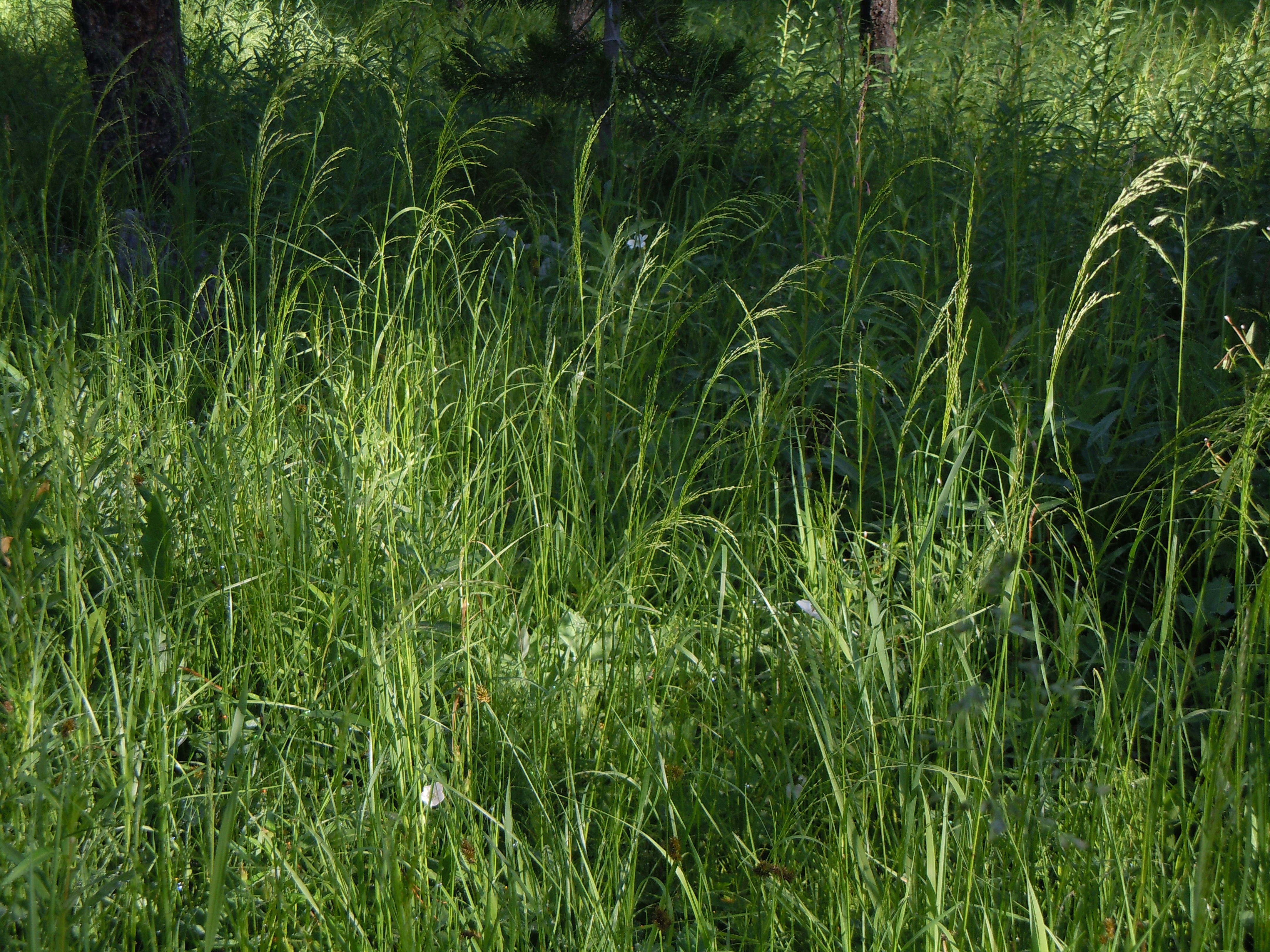
Peuplement de pâturins des marais.

- Poa angustifolia var. effusa (Kit.) Schur, 1853
- Poa angustifolia var. effusa Rchb., 1834
- Poa angustifolia var. fertilis Rchb.
- Poa angustifolia Wahlenb., 1820
- Poa crocata Michx., 1803
- Poa depauperata Kit. ex Spreng., 1813
- Poa effusa Kit., 1814
- Poa exigua Dumort., 1824
- Poa eyerdamii Hultén, 1942
- Poa fertilis var. major Peterm., 1846
- Poa fertilis var. palustris Peterm., 1838
- Poa fertilis var. pauciflora Peterm., 1838
- Poa fertilis var. scabriuscula Döll, 1843
- Poa fertilis var. turfosa Peterm., 1838
- Poa fertilis Host, 1805
- Poa kitaibelii Kunth, 1829
- Poa laevis Borbás, 1877
- Poa nemoralis subsp. kitaibelii K.Richt., 1890
- Poa nemoralis var. fertilis (Host) Wimm., 1857
- Poa nemoralis var. palustris (L.) Wimm. & Grab., 1827
- Poa palustris subsp. xerotica Chrtek & V.Jirásek, 1965
- Poa palustris subvar. depauperata (Kit. ex Spreng.) Asch. & Graebn., 1900
- Poa palustris var. adspersa (Drejer) Nyman, 1884
- Poa palustris var. effusa (Rchb.) Asch. & Graebn., 1900
- Poa palustris var. fertilis (Rchb.) Asch. & Graebn., 1900
- Poa palustris var. laevis (Borbás) Asch. & Graebn., 1900
- Poa palustris var. major Roth, 1789
- Poa palustris var. muralis (Schltdl.) Asch., 1864
- Poa palustris var. scabriuscula (Döll) Asch., 1864
- Poa pinetorum Klokov, 1950
- Poa pseudonemoralis Schur, 1866
- Poa riparia J.P.Wolff ex Hoffm., 1800
- Poa rotundata Trin., 1830
- Poa serotina var. palustris (L.) Roem. & Schult., 1817
- Poa serotina var. pseudofertilis Mutel, 1837
- Poa serotina Ehrh. ex Hoffm., 1800
- Poa serotina Ehrh., 1791
- Poa tanfiljewii Roshev., 1936
- Poa triflora Gilib., 1792
- Poa triflora Scribn.
- Poa volhynensis Klokov, 1950 [4]